# Бориды рения
Бориды рения — неорганические соединения металла рения и бора.

## Получение
- Спеканием бора и рения при температурах выше 1750°С получают бориды состава Re3B, Re7B3, ReB2, ReB3.

- Реакция хлорида рения(III) и диборида магния.

## Физические свойства
Диборид рения образует чёрные кристаллы, которые имеют твёрдость 10 по шкале Мооса.